# Lazar Lusternik
Lazar Aronovici Lusternik (1899 - 1981) a fost un matematician sovietic. În 1922 a terminat studiile la Universitatea Moscova iar din 1931 a fost profesor în cadrul acestei instituții. În 1946 i s-a acordat Premiul Stalin 